# 第19回全日本アンサンブルコンテスト
第19回全日本アンサンブルコンテストは、1996年に行われた全日本アンサンブルコンテストの第19回大会である。

## 概要
1996年3月20日に広島厚生年金会館で開催された。全日本吹奏楽連盟・朝日新聞社主催。文化庁・日本放送協会・広島県教育委員会・広島市教育委員会後援。

### 審査員
- 赤松二郎（サクソフォーン奏者）
- 岡崎耕治（ファゴット奏者）
- 呉信一
- 坂上弘志
- 武田忠善（クラリネット奏者）
- 冨岡和男
- 新田厚
- 佛坂幸男
- 村井祐児（クラリネット奏者）

### 備考
前回大会までの「関東支部」が「西関東支部」と「東関東支部」に分かれたことに伴い、本大会から「中学の部」、「高校の部」がそれぞれ22枠ずつ、「大学の部」、「一般の部」がそれぞれ11枠ずつに出場枠が増えた。

## 代表校・代表団体
下記表では同一校から2グループが出場した場合は、「W'（ダブル）出場」と表記。

### 中学の部
| 中学の部 | 中学の部          | 中学の部                       | 中学の部          |
| 支部     | 都道府県 （地区） | 代表校                         | 出場回数          |
| -------- | ----------------- | ------------------------------ | ----------------- |
| 北海道   |                   | 札幌市立信濃中学校吹奏楽部     | 初出場            |
| 北海道   |                   | 札幌市立南が丘中学校吹奏楽部   | 初出場            |
| 東北     | 宮城県            | 仙台市立蒲町中学校吹奏楽部     | 初出場            |
| 東北     | 福島県            | 原町市立原町第二中学校吹奏楽部 | 7回目2年ぶり      |
| 東関東   | 茨城県            | 境町立第一中学校吹奏楽部       | 初出場            |
| 東関東   | 千葉県            | 千葉市立土気中学校吹奏楽部     | 初出場            |
| 西関東   | 埼玉県            | 狭山市立東中学校吹奏楽部       | 初出場／Ｗ出場 ア |
| 東京     | 東京都            | 板橋区立加賀中学校吹奏楽部     | 初出場            |
| 東京     | 東京都            | 世田谷学園中学校吹奏楽部       | 7回目2年ぶり      |
| 北陸     | 福井県            | 鯖江市中央中学校吹奏楽部       | 初出場            |
| 北陸     | 福井県            | 丸岡町立丸岡中学校吹奏楽部     | 初出場            |
| 東海     | 静岡県            | 沼津市立金岡中学校吹奏楽部     | 2回目2年連続      |
| 東海     | 三重県            | 楠町立楠中学校吹奏楽部         | 初出場            |
| 関西     | 滋賀県            | 大津市立瀬田中学校吹奏楽部     | 2回目2年連続      |
| 関西     | 和歌山県          | 和歌山市立西和中学校吹奏楽部   | 4回目2年連続      |
| 中国     | 岡山県            | 岡山市立操南中学校吹奏楽部     | 2回目2年ぶり      |
| 中国     | 山口県            | 山口市立大内中学校吹奏楽部     | 初出場            |
| 四国     | 愛媛県            | 松山市立雄新中学校吹奏楽部     | 8回目3年ぶり      |
| 四国     | 愛媛県            | 菊間町立菊間中学校吹奏楽部     | 2回目3年ぶり      |
| 九州     | 福岡県            | 鞍手町立鞍手北中学校吹奏楽部   | 初出場            |
| 九州     | 沖縄県            | 与那原町立与那原中学校吹奏楽部 | 2回目5年ぶり      |

### 高校の部
| 高校の部 | 高校の部          | 高校の部                             | 高校の部      |
| 支部     | 都道府県 （地区） | 代表校                               | 出場回数      |
| -------- | ----------------- | ------------------------------------ | ------------- |
| 北海道   |                   | 北海道大麻高等学校吹奏楽部           | 4回目2年連続  |
| 北海道   |                   | 北海道北見緑陵高等学校吹奏楽部       | 初出場        |
| 東北     | 福島県            | 福島県立磐城高等学校吹奏楽部         | 2回目12年ぶり |
| 東北     | 福島県            | 福島県立原町高等学校吹奏楽部         | 2回目2年連続  |
| 東関東   | 茨城県            | 常総学院高等学校吹奏楽部             | 4回目2年連続  |
| 東関東   | 千葉県            | 聖徳大学附属高等学校吹奏楽部         | 初出場        |
| 西関東   | 埼玉県            | 埼玉県立伊奈学園総合高等学校吹奏楽部 | 3回目2年連続  |
| 西関東   | 埼玉県            | 浦和市立高等学校吹奏楽部             | 初出場        |
| 東京     | 東京都            | 東海大学菅生高等学校吹奏楽部         | 3回目5年ぶり  |
| 東京     | 東京都            | 東京都立杉並高等学校吹奏楽部         | 初出場        |
| 北陸     | 富山県            | 富山県立高岡商業高等学校吹奏楽部     | 10回目4年連続 |
| 北陸     | 福井県            | 福井県立武生東高等学校吹奏楽部       | 6回目2年ぶり  |
| 東海     | 長野県            | 長野県長野高等学校吹奏楽班           | 2回目2年連続  |
| 東海     | 愛知県            | 愛知工業大学名電高等学校吹奏楽部     | 13回目3年ぶり |
| 関西     | 滋賀県            | 滋賀県立甲西高等学校吹奏楽部         | 2回目3年ぶり  |
| 関西     | 京都府            | 立命館高等学校吹奏楽部               | 4回目3年ぶり  |
| 中国     | 島根県            | 出雲北陵高等学校吹奏楽部             | 初出場        |
| 中国     | 岡山県            | 岡山学芸館高等学校吹奏楽部           | 8回目7年連続  |
| 四国     | 香川県            | 高松第一高等学校吹奏楽部             | 5回目5年ぶり  |
| 四国     | 高知県            | 高知県立高知西高等学校吹奏楽部       | 初出場        |
| 九州     | 福岡県            | 福岡工業大学附属高等学校吹奏楽部     | 6回目7年ぶり  |
| 九州     | 佐賀県            | 佐賀県立佐賀商業高等学校吹奏楽部     | 初出場        |

### 大学の部
| 大学の部 | 大学の部          | 大学の部                             | 大学の部      |
| 支部     | 都道府県 （地区） | 代表団体                             | 出場回数      |
| -------- | ----------------- | ------------------------------------ | ------------- |
| 北海道   |                   | 北海道教育大学旭川校吹奏楽団         | 9回目3年連続  |
| 東北     | 山形県            | 山形大学吹奏楽団                     | 3回目3年ぶり  |
| 東関東   | 栃木県            | 宇都宮大学吹奏楽団                   | 初出場        |
| 西関東   | 埼玉県            | 文教大学吹奏楽部                     | 5回目4年ぶり  |
| 東京     | 東京都            | 中央大学学友会文化連盟音楽研究会     | 6回目3年連続  |
| 北陸     | 石川県            | 金沢大学アカデミアブラスアンサンブル | 17回目3年連続 |
| 東海     | 岐阜県            | 大垣女子短期大学吹奏楽部             | 初出場        |
| 関西     | 兵庫県            | 関西学院大学応援団総部吹奏楽部       | 初出場        |
| 中国     | 島根県            | 島根大学吹奏楽部                     | 5回目3年連続  |
| 四国     | 香川県            | 香川大学吹奏楽団                     | 7回目4年ぶり  |
| 九州     | 福岡県            | 福岡大学応援指導部吹奏楽団           | 6回目4年ぶり  |

### 職場の部
| 職場の部 | 職場の部          | 職場の部                   | 職場の部       |
| 支部     | 都道府県 （地区） | 代表団体                   | 出場回数       |
| -------- | ----------------- | -------------------------- | -------------- |
| 東北     | 福島県            | 呉羽化学吹奏楽団           | 初出場         |
| 東関東   | 神奈川県          | NEC横浜吹奏楽団            | 初出場         |
| 西関東   | 埼玉県            | 株式会社ウインズ吹奏楽部   | 2回目2年連続   |
| 東京     | 東京都            | さくら銀行吹奏楽団         | 3回目3年連続   |
| 東海     | 静岡県            | ヤマハ吹奏楽団浜松         | 10回目2年ぶり  |
| 関西     | 大阪府            | 阪急百貨店吹奏楽団         | 10回目2年ぶり  |
| 中国     | 広島県            | NTT中国吹奏楽団            | 14回目13年連続 |
| 九州     | 福岡県            | ブリヂストン吹奏楽団久留米 | 8回目5年連続   |

### 一般の部
| 一般の部 | 一般の部          | 一般の部                             | 一般の部      |
| 支部     | 都道府県 （地区） | 代表団体                             | 出場回数      |
| -------- | ----------------- | ------------------------------------ | ------------- |
| 北海道   |                   | 北見交響吹奏楽団                     | 初出場        |
| 東北     | 宮城県            | 仙台サクソフォーンアンサンブルクラブ | 3回目2年ぶり  |
| 東関東   | 千葉県            | 土気シビックウインドオーケストラ     | 初出場        |
| 西関東   | 埼玉県            | ソールリジェール吹奏楽団             | 初出場        |
| 東京     | 東京都            | 豊島区吹奏楽団                       | 2回目3年ぶり  |
| 北陸     | 富山県            | 富山ミナミ吹奏楽団                   | 2回目2年連続  |
| 東海     | 愛知県            | 西尾市民吹奏楽団                     | 5回目2年ぶり  |
| 関西     | 滋賀県            | 大津シンフォニックバンド             | 2回目15年ぶり |
| 中国     | 山口県            | 岩国BIGサウンズ                      | 初出場        |
| 四国     | 高知県            | 鏡野吹奏楽団                         | 5回目2年連続  |
| 九州     | 熊本県            | ヴィルトーゾ・クラリネット・アソシエ | 初出場        |

## 結果

### 中学の部
| 中学の部 | 中学の部        | 中学の部                       | 中学の部             | 中学の部                                                                   | 中学の部 | 中学の部   |
| No.      | 代表支部        | 団体名                         | 編成                 | 演奏曲（作曲者／編曲者）                                                   | 賞       | 補足       |
| -------- | --------------- | ------------------------------ | -------------------- | -------------------------------------------------------------------------- | -------- | ---------- |
| 1        | 九州／ 福岡県   | 鞍手町立鞍手北中学校吹奏楽部   | 打楽器八重奏         | パーカッションアンサンブルのための序曲 （J.ベック）                        | 銅       |            |
| 2        | 東京／ 中学     | 板橋区立加賀中学校吹奏楽部     | 打楽器六重奏         | セレブレーションとコラール （N.デ・ポンテ）                                | 金       |            |
| 3        | 関西／ 滋賀県   | 大津市立瀬田中学校吹奏楽部     | 打楽器六重奏         | バリ島からの幻想曲'84 （伊藤康英）                                         | 銀       |            |
| 4        | 中国／ 山口県   | 山口市立大内中学校吹奏楽部     | 打楽器六重奏         | 打楽器アンサンブルのための「大地の鼓動」より自由への戦い （猪俣猛）        | 銅       |            |
| 5        | 東海／ 三重県   | 楠町立楠中学校吹奏楽部         | サクソフォーン四重奏 | グラーヴェとプレスト （J.リヴィエ）                                        | 銅       |            |
| 6        | 中国／ 岡山県   | 岡山市立操南中学校吹奏楽部     | サクソフォーン四重奏 | グラーヴェとプレスト （J.リヴィエ）                                        | 銀       |            |
| 7        | 東北／ 福島県   | 原町市立原町第二中学校吹奏楽部 | サクソフォーン四重奏 | 四重奏曲 （A.デザンクロ）                                                  | 銀       |            |
| 8        | 東海／ 静岡県   | 沼津市立金岡中学校吹奏楽部     | サクソフォーン四重奏 | 「四重奏曲」より第1楽章 （A.デザンクロ）                                   | 銅       |            |
| 9        | 北海道          | 札幌市立信濃中学校吹奏楽部     | サクソフォーン四重奏 | 「サクソフォーン四重奏曲」より （J.B.サンジュレー）                        | 銀       |            |
| 10       | 北海道          | 札幌市立南が丘中学校吹奏楽部   | クラリネット八重奏   | コラールと舞曲 （V.ネリベル）                                              | 銅       |            |
| 11       | 東北／ 宮城県   | 仙台市立蒲町中学校吹奏楽部     | クラリネット七重奏   | コラールと舞曲 （V.ネリベル）                                              | 銅       |            |
| 12       | 四国／ 愛媛県   | 松山市立雄新中学校吹奏楽部     | クラリネット六重奏   | クラリネットアンサンブルのための“ホタル” （E.ボザ）                        | 銀       |            |
| 13       | 西関東／ 埼玉県 | 狭山市立東中学校吹奏楽部       | クラリネット四重奏   | 「クラリネット四重奏曲」より第1番 （R.M.エンドレッセン）                   | 金       | W出場 ア-1 |
| 14       | 四国／ 愛媛県   | 菊間町立菊間中学校吹奏楽部     | クラリネット三重奏   | 「テルツェット」より第2、3楽章 （M.プート）                                | 銀       |            |
| 15       | 東京／ 中学     | 世田谷学園中学校吹奏楽部       | 木管八重奏           | 「はかなき人生」よりスペイン舞曲第1番 （M.ファリャ）                       | 金       |            |
| 16       | 関西／ 和歌山県 | 和歌山市立西和中学校吹奏楽部   | 木管七重奏           | 「四季」より収穫、トロイカ （P.チャイコフスキー）                          | 金       |            |
| 17       | 東関東／ 茨城県 | 境町立第一中学校吹奏楽部       | フルート四重奏       | 「フルート四重奏曲」より第1、3、4楽章 （P.M.デュボア）                     | 銅       |            |
| 18       | 西関東／ 埼玉県 | 狭山市立東中学校吹奏楽部       | フルート四重奏       | 「フルート四重奏曲」よりI.祭り II.パスピエ III.タンブラン （P.M.デュボア） | 金       | W出場 ア-2 |
| 19       | 北陸／ 福井県   | 鯖江市中央中学校吹奏楽部       | 金管八重奏           | 「フランス・ルネサンス舞曲集」より （C.ジェルヴェーズ）                    | 銀       |            |
| 20       | 九州／ 沖縄県   | 与那原町立与那原中学校吹奏楽部 | 金管八重奏           | 「ロンドンの小景」より （G.ラングフォード）                                | 金       |            |
| 21       | 北陸／ 福井県   | 丸岡町立丸岡中学校吹奏楽部     | トロンボーン四重奏   | タイガー・ラグ （H.D.コスタ）                                              | 銀       |            |
| 22       | 東関東／ 千葉県 | 千葉市立土気中学校吹奏楽部     | トロンボーン四重奏   | 「天地創造」より （J.ハイドン）                                            | 金       |            |

### 高校の部
| 高校の部 | 高校の部        | 高校の部                             | 高校の部             | 高校の部                                                                              | 高校の部 | 高校の部 |
| No.      | 代表支部        | 団体名                               | 編成                 | 演奏曲（作曲者／編曲者）                                                              | 賞       | 補足     |
| -------- | --------------- | ------------------------------------ | -------------------- | ------------------------------------------------------------------------------------- | -------- | -------- |
| 1        | 北陸／ 福井県   | 福井県立武生東高等学校吹奏楽部       | 打楽器七重奏         | 「マリンバとパーカッションアンサンブルのための協奏曲」より （N.ロサウロ）             | 金       |          |
| 2        | 中国／ 岡山県   | 岡山学芸館高等学校吹奏楽部           | 打楽器六重奏         | ゲインズボーロー （T.ゴーガー）                                                       | 銀       |          |
| 3        | 四国／ 高知県   | 高知県立高知西高等学校吹奏楽部       | 打楽器六重奏         | 打楽器アンサンブルのための「大地の鼓動」より自由への戦い （猪俣猛）                   | 銅       |          |
| 4        | 東海／ 長野県   | 長野県長野高等学校吹奏楽班           | 打楽器四重奏         | ク・カ・イリモク （C.ロウズ）                                                         | 銀       |          |
| 5        | 関西／ 滋賀県   | 滋賀県立甲西高等学校吹奏楽部         | 管打八重奏           | 「湖の伝説」より ～笛の奏でるものは～ （小杉卓也）                                    | 銀       |          |
| 6        | 中国／ 島根県   | 出雲北陵高等学校吹奏楽部             | サクソフォーン四重奏 | 「四重奏曲」より第3楽章 （A.デザンクロ）                                              | 銀       |          |
| 7        | 九州／ 佐賀県   | 佐賀県立佐賀商業高等学校吹奏楽部     | サクソフォーン四重奏 | 「四重奏曲」より第3楽章 （A.デザンクロ）                                              | 金       |          |
| 8        | 東北／ 福島県   | 福島県立磐城高等学校吹奏楽部         | サクソフォーン四重奏 | グラーヴェとプレスト （J.リヴィエ）                                                   | 銅       |          |
| 9        | 関西／ 京都府   | 立命館高等学校吹奏楽部               | クラリネット八重奏   | コラールと舞曲 （V.ネリベル）                                                         | 銀       |          |
| 10       | 東関東／ 千葉県 | 聖徳大学附属高等学校吹奏楽部         | クラリネット八重奏   | 「ルーマニア舞曲」より1、2、4、5、6楽章 （B.バルトーク）                              | 金       |          |
| 11       | 東京／ 高校     | 東海大学菅生高等学校吹奏楽部         | クラリネット八重奏   | カプリチオ （P.ゴードン）                                                             | 金       |          |
| 12       | 東関東／ 茨城県 | 常総学院高等学校吹奏楽部             | クラリネット六重奏   | 「六重奏曲」より第1、4楽章 （F.シュミット）                                           | 金       |          |
| 13       | 西関東／ 埼玉県 | 埼玉県立伊奈学園総合高等学校吹奏楽部 | フルート八重奏       | ブルー・トレイン （広瀬量平）                                                         | 金       |          |
| 14       | 東京／ 高校     | 東京都立杉並高等学校吹奏楽部         | フルート五重奏       | 五重奏曲 （D.スカルラッティ）                                                         | 銅       |          |
| 15       | 四国／ 香川県   | 高松第一高等学校吹奏楽部             | フルート四重奏       | アダージョとスケルツォ （F.ヴォーター）                                               | 銀       |          |
| 16       | 東北／ 福島県   | 福島県立原町高等学校吹奏楽部         | フルート四重奏       | 「夏山の一日」よりI・II・IV （E.ボザ）                                                | 銀       |          |
| 17       | 北海道          | 北海道大麻高等学校吹奏楽部           | 木管六重奏           | 木管六重奏のための「春」より （H.トマジ）                                             | 金       |          |
| 18       | 北海道          | 北海道北見緑陵高等学校吹奏楽部       | 木管五重奏           | 「木管五重奏曲 ト短調」より第3楽章 （P.タファネル）                                   | 銅       |          |
| 19       | 西関東／ 埼玉県 | 浦和市立高等学校吹奏楽部             | 木管三重奏           | 「三重奏 ニ短調 作品61の6」より第1楽章 （F.ドヴィエンヌ）                             | 銀       |          |
| 20       | 九州／ 福岡県   | 福岡工業大学附属高等学校吹奏楽部     | 金管八重奏           | カンツォーネ・セプティミ・トニNo.2 （G.ガブリエーリ）                                 | 銀       |          |
| 21       | 北陸／ 富山県   | 富山県立高岡商業高等学校吹奏楽部     | 金管八重奏           | 「ロンドンの小景」よりI.ロンドンコールズ VI.ホースガードパレード （G.ラングフォード） | 銀       |          |
| 22       | 東海／ 愛知県   | 愛知工業大学名電高等学校吹奏楽部     | 金管八重奏           | 第7旋法による8声のカンツォン第1番 （G.ガブリエーリ）                                  | 金       |          |

### 大学の部
| 大学の部 | 大学の部        | 大学の部                             | 大学の部             | 大学の部                                                               | 大学の部 | 大学の部 |
| No.      | 代表支部        | 団体名                               | 編成                 | 演奏曲（作曲者／編曲者）                                               | 賞       | 補足     |
| -------- | --------------- | ------------------------------------ | -------------------- | ---------------------------------------------------------------------- | -------- | -------- |
| 1        | 東海／ 岐阜県   | 大垣女子短期大学吹奏楽部             | 打楽器四重奏         | マリンバ・スピリチュアル （三木稔）                                    | 銀       |          |
| 2        | 四国／ 香川県   | 香川大学吹奏楽団                     | サクソフォーン四重奏 | バラード・フォー・トルヴェール （横内章次）                            | 銀       |          |
| 3        | 関西／ 兵庫県   | 関西学院大学応援団総部吹奏楽部       | クラリネット八重奏   | ドデカフォニック・エッセイ （E.デル・ボルゴ）                          | 銀       |          |
| 4        | 西関東／ 埼玉県 | 文教大学吹奏楽部                     | クラリネット四重奏   | 兜率の憂い （磯崎敦博）                                                | 金       |          |
| 5        | 東関東／ 栃木県 | 宇都宮大学吹奏楽団                   | クラリネット四重奏   | 4本のクラリネットのための「6つの小片」よりI・II・IV （J.M.デファイエ） | 金       |          |
| 6        | 東北／ 山形県   | 山形大学吹奏楽団                     | クラリネット四重奏   | 「ディヴェルティメント」より第3楽章 （A.ウール）                       | 銅       |          |
| 7        | 東京／ 大学     | 中央大学学友会文化連盟音楽研究会     | 木管八重奏           | 「オクテットパルティータ 作品57」より第4楽章 （A.クロンマー）          | 銅       |          |
| 8        | 北海道          | 北海道教育大学旭川校吹奏楽団         | 木管六重奏           | 木管六重奏のための「春」より （H.トマジ）                              | 金       |          |
| 9        | 九州／ 福岡県   | 福岡大学応援指導部吹奏楽団           | 木管五重奏           | 「6つのバガデル」より （G.リゲティ）                                   | 銅       |          |
| 10       | 北陸／ 石川県   | 金沢大学アカデミアブラスアンサンブル | 金管八重奏           | 「ロンドンの小景」より （G.ラングフォード）                            | 銅       |          |
| 11       | 中国／ 島根県   | 島根大学吹奏楽部                     | トロンボーン四重奏   | ポートレイト第2番 （G.ガーシュウィン）                                 | 銀       |          |

### 職場の部
| 職場の部 | 職場の部          | 職場の部                   | 職場の部             | 職場の部                                                                          | 職場の部 | 職場の部 |
| No.      | 代表支部          | 団体名                     | 編成                 | 演奏曲（作曲者／編曲者）                                                          | 賞       | 補足     |
| -------- | ----------------- | -------------------------- | -------------------- | --------------------------------------------------------------------------------- | -------- | -------- |
| 1        | 東海／ 静岡県     | ヤマハ吹奏楽団浜松         | 打楽器五重奏         | バラライカ （ロシア民謡）                                                         | 銀       |          |
| 2        | 東北／ 福島県     | 呉羽化学吹奏楽団           | サクソフォーン四重奏 | サクソフォーン四重奏のための万葉 （櫛田胅之扶）                                   | 銅       |          |
| 3        | 関西／ 大阪府     | 阪急百貨店吹奏楽団         | サクソフォーン四重奏 | セヴィラ （I.アルベニス）                                                         | 銅       |          |
| 4        | 西関東／ 埼玉県   | 株式会社ウインズ吹奏楽部   | クラリネット四重奏   | 「展覧会の絵」より第3、5、7、10楽章 （M.ムソルグスキー）                          | 銅       |          |
| 5        | 東京／ 職場       | さくら銀行吹奏楽団         | 木管三重奏           | ソナチネ第4番 （W.A.モーツァルト）                                                | 銀       |          |
| 6        | 九州／ 福岡県     | ブリヂストン吹奏楽団久留米 | 金管八重奏           | 「フランス・ルネッサンス舞曲集」より （C.ジェルヴェーズ）                         | 金       |          |
| 7        | 東関東／ 神奈川県 | NEC横浜吹奏楽団            | トロンボーン四重奏   | 「トロンボーンファミリー」よりシャウティン・リーザ・トロンボーン （H.フィルモア） | 銀       |          |
| 8        | 中国／ 広島県     | NTT中国吹奏楽団            | 金管三重奏           | 「ソナチネ」より （R.バーディン）                                                 | 銀       |          |

### 一般の部
| 一般の部 | 一般の部        | 一般の部                             | 一般の部             | 一般の部                                                            | 一般の部 | 一般の部 |
| No.      | 代表支部        | 団体名                               | 編成                 | 演奏曲（作曲者／編曲者）                                            | 賞       | 補足     |
| -------- | --------------- | ------------------------------------ | -------------------- | ------------------------------------------------------------------- | -------- | -------- |
| 1        | 東北／ 宮城県   | 仙台サクソフォーンアンサンブルクラブ | サクソフォーン四重奏 | もあしび （長生淳）                                                 | 銀       |          |
| 2        | 九州／ 熊本県   | ヴィルトーゾ・クラリネット・アソシエ | クラリネット八重奏   | ルーマニア民俗舞曲 （B.バルトーク）                                 | 銅       |          |
| 3        | 西関東／ 埼玉県 | ソールリジェール吹奏楽団             | クラリネット四重奏   | クラリネット四重奏のための“クローバーファンタジー” （三浦真理）     | 金       |          |
| 4        | 四国／ 高知県   | 鏡野吹奏楽団                         | クラリネット三重奏   | 三重奏曲テルツェット （M.プート                                     | 銀       |          |
| 5        | 東関東／ 千葉県 | 土気シビックウインドオーケストラ     | 金管八重奏           | ロンドンの小景 （G.ラングフォード）                                 | 金       |          |
| 6        | 東京／ 一般     | 豊島区吹奏楽団                       | 金管八重奏           | 金管アンサンブルのためのコロキヴィウム （J.ケッツィエア）           | 銀       |          |
| 7        | 北陸／ 富山県   | 富山ミナミ吹奏楽団                   | 金管八重奏           | 第7旋法による8声のカンツォン第1番 （G.ガブリエーリ）                | 銀       |          |
| 8        | 関西／ 滋賀県   | 大津シンフォニックバンド             | 金管八重奏           | オックスフォード伯爵のマーチ （W.バード）                           | 銀       |          |
| 9        | 東海／ 愛知県   | 西尾市民吹奏楽団                     | 金管八重奏           | 「王宮の花火の音楽」よりメヌエット・歓喜 （G.F.ヘンデル）           | 金       |          |
| 10       | 北海道          | 北見交響吹奏楽団                     | トロンボーン四重奏   | トロンボーン四重奏のための組曲「ドリーム」よりI・III （小長谷宗一） | 銅       |          |
| 11       | 中国／ 山口県   | 岩国BIGサウンズ                      | トランペット四重奏   | ザッツアプレンティー （L.P.ポラック）                               | 銅       |          |